# The Hours (soundtrack)
The Hours is de originele soundtrack, gecomponeerd door Philip Glass voor de film The Hours uit 2002 van Stephen Daldry. Het album werd uitgebracht op 10 december 2002 door Elektra Records en Nonesuch Records.

## Achtergrond
De muziek werd uitgevoerd door het Lyric Quartet en het orkest onder leiding van Nick Ingman. De muziek werd opgenomen in de Abbey Road Studios en Air Studios in Londen. De muziek werd gemixt in de Looking Glass Studios in New York.
Niet alle muziek in de film werd speciaal voor de film gecomponeerd: eerdere muziek van Glass, waaronder het "Protest"-thema uit zijn opera Satyagraha en het door Franz Kafka geïnspireerde "Metamorphosis Two" van zijn album Solo Piano, werd ook gebruikt en apart vermeld aan het einde van de film.
Het album won de BAFTA Award voor beste filmmuziek.
Michael Riesman en Nico Muhly arrangeerden de soundtrack voor pianosolo. Deze partituur werd in 2003 gepubliceerd als een boek van 64 pagina's met de meeste nummers (met uitzondering van "For Your Own Benefit", "Vanessa and the Changelings" en "The Kiss").
In 2012 bracht de Nederlandse harpiste Lavinia Meijer 6 nummers uit de film uit op haar album met door Philip Glass goedgekeurde transcripties "Metamorphosis / The Hours".

## Tracklijst
| 1.                 | The Poet Acts                   | 3:40 |
| 2.                 | Morning Passages                | 5:30 |
| 3.                 | Something She Has to Do         | 3:09 |
| 4.                 | "For Your Own Benefit"          | 2:00 |
| 5.                 | Vanessa and the Changelings     | 1:45 |
| 6.                 | "I'm Going to Make a Cake"      | 4:01 |
| 7.                 | An Unwelcome Friend             | 4:08 |
| 8.                 | Dead Things                     | 4:21 |
| 9.                 | The Kiss                        | 3:54 |
| 10.                | "Why Does Someone Have to Die?" | 3:53 |
| 11.                | Tearing Herself Away            | 5:00 |
| 12.                | Escape!                         | 3:48 |
| 13.                | Choosing Life                   | 3:50 |
| 14.                | The Hours                       | 7:44 |
| Totale duur: 56:43 |                                 |      |

## Overige credits
- Jonathan Allen – opnametechnicus (Recording)
- Dave Arch – piano (In The Motion Picture Soundtrack)
- Nick Barr – altviool (Lyric Quartet)
- Hector Castillo – opnametechnicus (Mixing)
- Edmund Coxon – viool (Lyric Quartet)
- David Daniels – cello (Lyric Quartet)
- Chris Laurence – contrabas
- Tony Lewis – editor (Music Editor)
- Michael Riesman – piano
- Scott Rudin – uitvoerend producent (Album Executive Producer)
- Rolf Wilson – viool (Lyric Quartet)

## Hitnoteringen

### NPO Klassiek Filmmuziek Top 200
| The Hours in de NPO Klassiek Filmmuziek Top 200 | The Hours in de NPO Klassiek Filmmuziek Top 200 | The Hours in de NPO Klassiek Filmmuziek Top 200 | The Hours in de NPO Klassiek Filmmuziek Top 200 | The Hours in de NPO Klassiek Filmmuziek Top 200 | The Hours in de NPO Klassiek Filmmuziek Top 200 | The Hours in de NPO Klassiek Filmmuziek Top 200 | The Hours in de NPO Klassiek Filmmuziek Top 200 | The Hours in de NPO Klassiek Filmmuziek Top 200 | The Hours in de NPO Klassiek Filmmuziek Top 200 | The Hours in de NPO Klassiek Filmmuziek Top 200 |
| Jaar                                            | 2016                                            | 2017                                            | 2018                                            | 2019                                            | 2020                                            | 2021                                            | 2022                                            | 2023                                            | 2024                                            | 2025                                            |
| ----------------------------------------------- | ----------------------------------------------- | ----------------------------------------------- | ----------------------------------------------- | ----------------------------------------------- | ----------------------------------------------- | ----------------------------------------------- | ----------------------------------------------- | ----------------------------------------------- | ----------------------------------------------- | ----------------------------------------------- |
| Positie                                         | 7                                               | 13                                              | 18                                              | 21                                              | 22                                              | 32                                              | 30                                              | 35                                              | 36                                              | 37                                              |

## Prijzen en nominaties
| Jaar | Prijs                              | Categorie                                                              | Genomineerde(n) | Uitslag     |
| ---- | ---------------------------------- | ---------------------------------------------------------------------- | --------------- | ----------- |
| 2003 | Academy Award (Oscar)              | Beste originele muziek                                                 | Philip Glass    | Genomineerd |
| 2003 | British Academy Film Award (BAFTA) | Beste filmmuziek                                                       | Philip Glass    | Gewonnen    |
| 2003 | Golden Globe                       | Beste originele muziek                                                 | Philip Glass    | Genomineerd |
| 2004 | Grammy Award                       | Beste soundtrackalbum voor een film, televisie of andere visuele media | Philip Glass    | Genomineerd |